# ضبيعات الحريجية
ضبيعات الحريجية هي سبخة، منخفضة، بقضاء السلمان بمحافظة المثنى، مساحتها 310 كيلومترات مربعة.